# Miguel Recio
Miguel Recio Moya (Málaga, España; 4 de octubre de 1957) fue un futbolista español que se desempeñaba como guardameta.

## Clubes
| Club                 | País   | Año         |
| -------------------- | ------ | ----------- |
| Castellón            | España | 1976 - 1978 |
| Real Madrid Castilla | España | 1979 - 1982 |
| Elche CF             | España | 1982 - 1991 |